# Netwerkconvergentie
Netwerkconvergentie is de integratie en de (transparante) interconnectie van wat vroeger aparte netwerken waren zoals: telefoon, mobiele telefonie, internet, radio, televisie.

## Voorbeelden
- Samengaan van vaste en mobiele telefonie
- IPTV, video op aanvraag
- VoIP
- Internet streaming